# Gőbölös Gabriella
Gőbölös Gabriella (Esztergom, 1980. június 19. –) magyar labdarúgó, edző. Jelenleg a Dorogi Diófa SE játékosa és csapatkapitánya.

## Pályafutása
2006 óta játszik Dorogon, 2013 óta csapatkapitány. A megyei I. osztályban játszott két évadot, majd a bajnokság megnyerését követően az NB II-es bajnokságban szerepelt. A 2013–2014-es bajnoki évadban bajnoki címet szerzett, majd a sikeres osztályozó megvívásával az első osztályba jutott csapat tagja volt. 2014. augusztus 31-én, az Újpest elleni első hazai első osztályú meccsén megszerezte első NB I-es gólját. 2013-tól edzősködik is, klubjának utánpótlás csapatánál.  Archiválva 2014. április 7-i dátummal a Wayback Machine-ben

## Sikerei, díjai
- Bajnoki cím - NB II. (2013–14), Megyei I. (2007–08)
- Bajnoki ezüstérmes: Megyei I. (2006–07)
- Magyar Kupa 3. hely (2013–14)